# Avis (dynastia)
Avis nazywana również Aviz – portugalska dynastia królewska władająca w latach 1385–1580.
Została założona przez wielkiego mistrza zakonu rycerskiego Avis Jana, przyrodniego brata zmarłego bezdzietnie króla Ferdynanda I. Wygasła po zaginięciu w Afryce (1578) króla Sebastiana i śmierci w 1580 panującego po nim Henryka I Kardynała.
Władzę w kraju po okresie sporów dynastycznych przejęli skoligaceni z domem Aviz hiszpańscy Habsburgowie. Po ich wypędzeniu w 1640 tron trafił w ręce bocznej linii dynastii książąt Bragança, którzy wcześniej już rywalizowali o tron z Hiszpanami.

## Władcy z dynastii Avis
- Jan I Dobry, 1385–1433
- Edward, 1433–1438
- Alfons V, 1438–1481
- Jan II Doskonały, 1481–1495
- Manuel I Szczęśliwy, 1495–1525
- Jan III Pobożny, 1525–1565
- Sebastian, 1565–1578
- Henryk I Kardynał, 1578–1580
- Antoni I, 1580

```
Jan I Dobry
 (
1358
–
1433
), król Portugalii
x Filipa Lancaster (
1360
–
1415
)
│
├─>Blanka (
1388
–
1389
)
│
├─>Alfons (
1390
–
1400
)
│
├─>
Edward I Aviz
 (
1391
–
1438
), król Portugalii
│   x 
Eleonora Aragońska
 (
1402
–
1445
)
│   │
│   ├─>Jan (
1429
–
1433
)
│   │
│   ├─>Filipa (1430-1439)
│   │
│   ├─>
Alfons V Afrykańczyk
 (
1432
–
1481
), król Portugalii
│   │   x 
Izabela de Coimbra
 (
1432
–
1455
)
│   │   x 
Joanna la Beltraneja
 (
1462
–
1530
)
│   │   │
│   │   ├─>Jan (
1451
–
1455
)
│   │   │
│   │   ├─>
Jan II Doskonały
 (
1455
–
1495
), król Portugalii
│   │   │   x 
Eleonora de Viseu
 (
1458
–
1525
)
│   │   │   │
│   │   │   ├─>Alfons (
1475
–
1491
)
│   │   │   │  x Isabelle d’Aragon et de Castille (
1470
–
1498
)
│   │   │   │
│   │   │   ├─>Jan (
1483
–
1483
)
│   │   │   │
│   │   │   └─>Jerzy de Lancastre, książę Coimbra
│   │   │      │
│   │   │      └─>ród Lancastrów książęta Aveiro
│   │   │
│   │   └─>św. Joanna (
1452
–
1490
), regentka Portugalii
│   │
│   ├─>Maria (
1432
–
1432
)
│   │
│   ├─>
Ferdynand Aviz
 (
1433
–
1470
), infant portugalski, książę Beja i Viseu
│   │   x Beatrycze (
1430
–
1506
), infantka portugalska
│   │   │
│   │   ├─>Jan (
1456
–
1483
), infant portugalski, książę Beja i Viseu
│   │   │
│   │   ├─>Diego (
1460
–
1484
), infant portugalski, książę Beja i Viseu
│   │   │   │
│   │   │   └>Alfons (
1484
–
1504
), konetabl Portugalii
│   │   │       x Joanna de Noronha
│   │   │       │
│   │   │       └─>Beatrycze (ur. 
1503
)
│   │   │          x Piotr de Meneses, markiz de Vila Real
│   │   │
│   │   ├─>Edward (ur. 
1462
)
│   │   │
│   │   ├─>Dionizy (ur. 
1464
)
│   │   │
│   │   ├─>Szymon (ur. 
1467
)
│   │   │
│   │   ├─>Alfons (ur. 
1468
)
│   │   │
│   │   ├─>
Manuel I Szczęśliwy
 (
1469
–
1521
), infant portugalski, książę Beja i Viseu, król Portugalii
│   │   │   x 
Izabela z Asturii
 (
1470
–
1498
)
│   │   │   x 
Maria Aragońska
 (
1482
–
1517
)
│   │   │   x 
Eleonora Austriacka
 (
1498
–
1558
)
│   │   │   │
│   │   │   ├─>
Michał da Paz
 (1498-1500)
│   │   │   │
│   │   │   ├─>
Jan III Aviz
 (1502-1557), król Portugalii
│   │   │   │   x Katarzyna Habsburg (
1507
–
1578
)
│   │   │   │   │
│   │   │   │   ├─>
Maria Manuela Portugalska
 (
1527
–
1545
)
│   │   │   │   │   x 
Filip II Habsburg
 (
1527
–
1598
), król Hiszpanii
│   │   │   │   │
│   │   │   │   ├─>Izabela (
1529
–
1530
)
│   │   │   │   │
│   │   │   │   ├─>Beatrycze (
1530
–
1530
)
│   │   │   │   │
│   │   │   │   ├─>Alfons (
1526
–
1526
)
│   │   │   │   │
│   │   │   │   ├─>Manuel (
1531
–
1537
)
│   │   │   │   │
│   │   │   │   ├─>Filip (
1533
–
1539
)
│   │   │   │   │
│   │   │   │   ├─>Dionizy (
1535
–
1537
)
│   │   │   │   │
│   │   │   │   ├─>Jan-Manuel (
1537
–
1554
)
│   │   │   │   │   x 
Joanna Austriacka
 (
1537
–
1573
)
│   │   │   │   │   │
│   │   │   │   │   └─>
Sebastian I Aviz
 (
1554
–
1578
), król Portugalii
│   │   │   │   │
│   │   │   │   ├─>Antoni (
1539
–
1540
)
│   │   │   │   │
│   │   │   │   ├─>Manuel
│   │   │   │   │
│   │   │   │   └─>Edward (
1521
–
1543
), arcybiskup Bragi i Evora
│   │   │   │
│   │   │   ├─>
Izabela Portugalska
 (1503-1539)
│   │   │   │   x 
Karol V Habsburg
 (
1500
–
1558
), cesarz Świętego Cesarstwa Rzymskiego Narodu Niemieckiego
│   │   │   │
│   │   │   ├─>
Beatrycze Aviz
 (1504-1538)
│   │   │   │   x 
Karol III Dobry
 (
1486
–
1553
), książę Sabaudii
│   │   │   │
│   │   │   ├─>
Ludwik Aviz
 (
1506
–
1555
), infant portugalski, książę Beja
│   │   │   │   │
│   │   │   │   └─>
Antoni de Crato
 (
1531
–
1595
), król Portugalii
│   │   │   │      │
│   │   │   │      └─>linia książąt Portugalii
│   │   │   │
│   │   │   ├─>Ferdynand (
1507
–
1534
), infant portugalski
│   │   │   │   x Guiomar Coutinho, hrabina de Loulé
│   │   │   │   │
│   │   │   │   ├─>Ludwika (
1531
–
1534
)
│   │   │   │   │
│   │   │   │   └─>syn (
1533
–
1534
)
│   │   │   │
│   │   │   ├─>Alfons (
1509
–
1540
), kardynał i arcybiskup Lizbony, biskup Tangeru
│   │   │   │
│   │   │   ├─>
Henryk I Kardynał
 (
1512
–
1580
), kardynał i arcybiskup Lizbony, król Portugalii
│   │   │   │
│   │   │   ├─>Marie (
1513
–
1513
)
│   │   │   │
│   │   │   ├─>
Infant Edward
 (
1515
–
1540
), książę Guimarães
│   │   │   │   x Izabela de Braganza (
1512
–
1576
)
│   │   │   │   │
│   │   │   │   ├─>Maria (
1538
–
1577
)
│   │   │   │   │   x Alexandre Farnèse, duc de Parme
│   │   │   │   │
│   │   │   │   ├─>Katarzyna (
1540
–
1614
)
│   │   │   │   │   x Jan I (zm. 
1583
), książę Braganza
│   │   │   │   │
│   │   │   │   └─>Edward II (
1541
–
1576
), książę Guimarães
│   │   │   │
│   │   │   ├─>Antoni (1516-1516)
│   │   │   │
│   │   │   ├─>Karol (1520-1521)
│   │   │   │
│   │   │   └─>
Maria
 (
1521
–
1577
)
│   │   │
│   │   ├─>
Eleonora de Viseu
 (
1458
–
1525
)
│   │   │   x 
Jan II Doskonały
 (
1455
–
1495
), król Portugalii
│   │   │
│   │   ├─>Izabela (
1459
–
1521
)
│   │   │   X Ferdynand II (
1430
–
1485
), książę Braganza
│   │   │
│   │   └─>Katarzyna (ur. 
1465
)
│   │
│   ├─>Edward (1435-1435)
│   │
│   ├─>
Eleonora Aviz
 (
1436
–
1476
)
│   │  x 
Fryderyk III Habsburg
 (
1415
–
1493
), cesarz Świętego Cesarstwa Rzymskiego Narodu Niemieckiego
│   │
│   ├─>Katarzyna (
1436
–
1463
), zakonnica
│   │
│   ├─>
Joanna Portugalska
 (
1439
–
1475
)
│   │  X 
Henryk IV
 (
1424
–
1474
), król Kastylii i Leónu
│   │
│   └─>Jan Mauel (zm. 
1476
), biskup Guardy i Ceuty, prymas Afryki
│       │
│       ├─>Jan Mauel
│       │   x Izabela Teles de Meneses
│       │   │
│       │   ├─>Bernard
│       │   │   x Franciszka de Noronha
│       │   │   x Maria de Bobadilha
│       │   │   │
│       │   │   ├─>Mécia
│       │   │   │  x Pierre de Meneses, seigneur de Fermoselha
│       │   │   │
│       │   │   ├─>Joanna, zakonnica
│       │   │   │
│       │   │   ├─>Jan (zm. 1546)
│       │   │   │
│       │   │   ├─>Eleonora
│       │   │   │
│       │   │   ├─>Antoi Manoel, komandor orderu Santiago
│       │   │   │  x Beatrycze Mexia
│       │   │   │
│       │   │   └─>Tristan Mauel
│       │   │       x Margarida de Almeida
│       │   │       │
│       │   │       ├─>Antoi
│       │   │       │
│       │   │       └─>Maria
│       │   │          x Franciszek de Aguiar
│       │   │          x Franciszek da Silveira
│       │   │
│       │   └─>Joanna
│       │      X Alfons Pacheco Portocarrero, pan na Moguer
│       │
│       └i>Nuno Manuel, pan na Salvaterra de Magos
│          X 1) Eleonora de Milan et Aragon
│          X 2) Lukrecja de Ataíde
│           │
│           └─>ród Manuel, markizowie de Tancos
│
├─>
Piotr
 (
1392
–
1449
), regent Portugalii, książę Coimbry
│   x Izabella d’Urgell (
1409
–
1443
)
│   │
│   ├─>Piotr, infant de Portugal (
1429
–
1466
), król Aragonii
│   │
│   ├─>Jan de Coimbra (
1431
–
1457
), książę Antiochii
│   │  x 
Charlotta Cypryjska
 (
1442
–
1487
), królowa Cypru
│   │
│   ├─>
Izabela de Coimbra
 (
1432
–
1455
), infant portugalski
│   │  x 
Alfons V Afrykańczyk
 (
1432
–
1481
), król Portugalii
│   │
│   ├─>
Jaime z Portugalii
 (
1434
–
1459
), infant portugalski, kardynał, arcybiskup Lisbony
│   │
│   ├─>Beatrycze(
1435
–
1462
), infantka portugalska
│   │  x Adolf de Clèves, pan de Ravenstein
│   │
│   └─>Filipa Lancaster (
1437
–
1497
)
│
├─>
Henryk Żeglarz
 (
1394
–
1460
), infant portugalski, książę Viseu, pan na Covilhã, wielki mistrz orderu Chrystusa
│
├─>
Izabela Aviz
 (
1397
–
1472
)
│   x 
Filip III Dobry
 (
1396
–
1467
), książę Burgundii, hrabia Flandrii, Artois i Franche-Comté.
│
├─>Bianka (zm. 
1398
)
│
├─>Jan (
1400
–
1442
), pan Reguengos de Monsaraz
│   x Izabela de Bragance (
1402
–
1465
)
│   │
│   ├─>Diego (
1426
–
1443
), infant portugalski
│   │
│   ├─>
Izabela Portugalska
 (
1428
–
1496
), infantka portugalska
│   │  x 
Jan II Kastylijski
 (
1405
–
1454
), król Kastylii i Leonu
│   │
│   ├─>Beatrycze (
1430
–
1506
), infantka portugalska
│   │  x 
Ferdynand Aviz
 (
1433
–
1470
), infant portugalski, książę Beja i Viseu
│   │
│   └─>Filipa (
1432
–
1444
), infantka portugalska
│
├─>Ferdynand (
1402
–
1443
), infant portugalski
│
├─>Alfons (
1377
–
1461
), książę Braganzy
│   │
│   └─>
Dynastia z Braganzy

│
├─>Blanka (ur. 
1378
)
│
└─>Beatrycze (
1386
–
1439
)
   x Tomasz FitzAlan, hrabia d'Arundel
   x Gilbert Talbot
   x Jan Holland (
1395
–
1447
), hrabia Huntingdon, książę Exeter
```